# Тришечкин, Пётр Фёдорович
Пётр Фёдорович Тришечкин (род. 9 июля 1958, Морозовск) — глава администрации Морозовского района Ростовской области.
Секретарь политсовета морозовского местного отделения Ростовского регионального отделения Политической партии «Единая Россия».

## Биография
Пётр Фёдорович Тришечкин родился в 1958 году в г. Морозовск, Ростовская область.

### Семья
Тришечкин П. Ф. — женат. Жена — Татьяна Михайловна Тришечкина, работает управляющим дополнительного офиса «Россельхозбанка». Имеет двоих сыновей: Сергей (1979 года рождения) и Виталий (1983 года рождения).

### Образование
- 1975 год — окончил среднюю школу и в этом же году поступил в Новочеркасский политехнический институт, который окончил в 1980 году по специальности «инженер-электрик».
- 1987 год — поступил в Донской сельскохозяйственный институт, в 1990 году окончил полный курс этого института и ему присвоена квалификация «зооинженера».
- 1991 год — поступил в аспирантуру Донского государственного аграрного университета. В 1994 году ему была присуждена степень кандидата сельскохозяйственных наук.
- 1996 год — поступил в докторантуру этого же университета, где продолжает обучение.

### Трудовая деятельность
- В 1980 году начал трудовую деятельность и прошёл следующие ступени: инженер Северо-Кавказского центра стандартизации, начальник Морозовского цеха инкубации Быстрянской птицефабрики, инструктор сельскохозяйственного отдела РК КПСС, председатель колхоза имени «XX Партсъезда» Морозовского района.
- С 1992 года работал заместителем Главы Администрации района по сельскому хозяйству.
- В апреле 2005 года на конкурсной основе в результате единогласного голосования решением Собрания депутатов Морозовского района был назначен Главой Администрации Морозовского района.

## Награды
- В 2002 году награждён Почётной Грамотой Министерства сельского хозяйства Российской Федерации.
- В 2005 году ему было присвоено Почётное звание «Заслуженный работник сельского хозяйства Российской Федерации».
- В 2008 году, по итогам третьего ежегодного конкурса среди муниципальных образований Российской Федерации, награждён Специальным Дипломом в номинации «"Лучший глава местной администрации"».